# كارلوس دانيال هيدالغو
كارلوس دانيال هيدالغو (بالإسبانية: Carlos Daniel Hidalgo)‏ (22 يناير 1986 في كولومبيا - ) هو لاعب كرة قدم كولومبي في مركز الهجوم. لعب مع إنديبندينتي ميديلين وإنديبنديينتي سانتا في وديبورتيس كوينديو وديبورتيفو باستو وريال سبورتينغ خيخون ونادي غواراني (نادي كرة قدم) وأتليتيكو بوكارامانغا.

## وصلات خارجية
- كارلوس دانيال هيدالغو على موقع الاتحاد الدولي (مؤرشف)  (الإنجليزية)
- كارلوس دانيال هيدالغو على موقع إي إس بي إن إف سي (الإنجليزية)